# Timbiras
Timbira é o nome que designa um conjunto de povos indígenas do Brasil, falantes da língua timbira (tronco Macro-Jê, línguas Jês): Apanyekrá, Apinayé, Canela, Gavião do Oeste, Krahó, Krinkatí, Pukobyê. Outras etnias timbiras já não se apresentam como grupos autônomos: os pouco numerosos Krenyê e Kukoikateyê vivem entre os Tembé e Guajajara, que falam uma língua tupi-guarani (língua teneteara); os Kenkateyê, Krepumkateyê, Krorekamekhrá, Põrekamekrá, Txokamekrá, recolheram-se e se dissolveram entre alguns dos sete povos timbira inicialmente enumerados.
Alguns desses povos, apesar de distintos, são conhecidos pelas mesmas denominações. A três deles, é aplicado o termo Canela: Ramkokamekrá, Apanyekrá e Kenkateyê. Desses três grupos vizinhos, do sul do Maranhão, o último desapareceu devido à destruição de sua aldeia e aniquilamento de seus habitantes por um fazendeiro, em 1913. Cada vez mais o termo Canela tem sido usado para designar principalmente o primeiro, que está abandonando o nome Ramkokamekrá. Na verdade, Canela vem a ser a abreviação de Canela Fina, termo que no início do século XIX era aplicado aos "Capiecrans". Esse último termo, hoje não mais usado, referia-se aos Ramkokamekrá.
Pelo nome Gavião, por sua vez, costuma-se designar três outros grupos timbira, Krinkati, Pukobyê e Gaviões do Oeste, com mais frequência o terceiro e com menos o primeiro. Eles também mantêm uma certa proximidade espacial, os dois primeiros no oeste do Maranhão, na borda da floresta amazônica, e o último no leste do Pará, dentro dela. Esse tipo de vegetação permitiu aos grupos maranhenses resistir por bastante tempo às expedições que contra eles marchavam. O grupo paraense, por sua vez, recusou o contato com os colonizadores brancos europeus por muito mais tempo ainda, só o aceitando no início da segunda metade do século XX.
O nome Krenyê também se aplica a dois povos. O primeiro vivia na proximidades da localidade maranhense de Bacabal, no baixo Mearim e habita hoje a Terra Indígena Krenyê. O outro vivia no médio Tocantins e transferiu-se para o rio Gurupi, tendo vivido algum tempo junto a um afluente deste, o Cajuapara.
O significado de seus nomes indígenas é indicado nos seus respectivos verbetes.
Quanto ao nome mais geral, Timbira, Curt Nimuendajú, o etnólogo pioneiro no estudo desses povos, admite que, se for de origem tupi, então pode significar "os amarrados" (tin = amarrar, pi'ra = passivo), uma referência às inúmeras fitas de palha ou faixas trançadas em algodão que usam sobre o corpo: na testa, no pescoço, nos braços, nos pulsos, abaixo dos joelhos, nos tornozelos. Mas vários desses grupos chamam a si mesmos de Mehím.

## Língua
Esses diferentes grupos étnicos falam uma só língua natural, o timbira, que pertence à família jê (línguas Jês), certamente com algumas diferenças dialetais entre si. O dialeto mais divergente é o dos Apinayé, que talvez possa até ser considerado outra língua, embora os outros Timbira não pareçam ter dificuldade em entendê-lo. Também são os Apinayé os que mais divergem quanto à cultura. Como os únicos que ficam a oeste do Tocantins, são chamados de Timbira Ocidentais, em contraposição aos demais, os Timbira Orientais. Em qualquer dos povos timbira da atualidade, os homens, além da língua indígena, falam fluentemente o português; as mulheres, mesmo quando não o falam, entendem. É bem provável que os Krenyê e os Kukoikateyê não mais façam uso da língua timbira.

## Localização
Os grupos timbira se localizam no sul do Maranhão, leste do Pará e norte do Tocantins. Os que estão mais para sudeste, habitam uma área relativamente plana, interrompida por morros de paredes verticais e cimos chatos, muitas vezes escalonados, coberta pelo cerrado, cortada por cursos d'água ao longo dos quais se estendem matas ciliares. Os situados mais para noroeste, ficam na transição do cerrado para a floresta Amazônica, como os Apinayé, Pukobyê, Krinkatí, Kukoikateyê, ou já dentro desta, como os Gaviões do Oeste e os Krenyê.

## História do contato
O contato com colonizador europeu data do século XVIII. Em 1728 registra-se uma grande invasão timbira na localidade de Oeiras, então capital da capitania do Piauí. Porém, já na segunda metade do mesmo século, não há mais notícia de presença timbira a leste do rio Parnaíba. Foram as fazendas de gado em expansão da Bahia para o Piauí e daí para o Maranhão que entraram em choque com eles, empurrando-os para oeste.
No norte do Maranhão, área florestal, desenvolviam-se então as grandes plantações de arroz e algodão. Essa atividade também fazia pressão sobre os Timbira, porque necessitava de escravos para as plantações e para os descaroçadouros de algodão. Um outro mercado de escravos era Belém, que se comunicava com a região timbira por meio do rio Tocantins. Favorecia a escravização dos Timbira uma Carta Régia de 5 de setembro de 1811, que permitia a escravidão temporária dos índios do Tocantins e Araguaia que resistissem aos colonizadores. Os índios eram combatidos por tropas constituídas de civis e militares e ainda por índios cooptados, como os Krahó. O conhecimento desse período nos é dado principalmente pelas memórias escritas pelo comandante militar Francisco de Paula Ribeiro, que combatia os índios, mas não aprovava as ciladas, promessas não cumpridas e escravidão imposta àqueles que se mostravam propensos a estabelecer relações pacíficas.
A conquista das terras timbiras pelos brancos se efetivou em sua maior extensão no primeiro quartel do século XIX, dentro de um grande vácuo jurídico, ou seja, entre a extinção do Diretório dos Índios pombalino na última década do século precedente e a primeira disposição legal referente a índios do Brasil independente, que somente ocorreu no Ato Adicional que emendou a Constituição do Império em 1834. Entre esses dois limites, apenas a retrógrada Carta Régia de 1811, que permitia a escravidão de índios hostis do Araguaia e Tocantins por dez anos ou mais enquanto durasse sua "atrocidade". Nada de concessões de léguas em quadra pela Coroa Portuguesa; nada de aldeamentos criados pelo governo, como se fazia no século XVIII.
As disposições levadas a efeito no tempo do segundo imperador alcançaram de modo muito diluído os Timbira e não impediram que ficassem à mercê dos interesses dos criadores de gado e comerciantes regionais: a retomada das missões, sobretudo com capuchinhos italianos, a partir de 1845; as diretorias provinciais dos índios; as colônias militares. Na área florestal, as exportações de algodão e arroz do norte maranhense caíram, dando lugar a uma época de estagnação, depois que os Estados Unidos voltaram a produzi-los, ultrapassado o período bélico que prejudicara o comércio estadunidense (a guerra da independência, o bloqueio continental napoleônico e a chamada segunda guerra da independência).
Talvez não seja exagero dizer que, após os grandes choques armados do começo do século XIX, a história dos povos timbira é um contínuo definhar que dura até meados do século seguinte. Os remanescentes das diferentes etnias que sobravam após massacres, epidemias, expulsão da terra, iam engrossar a população daquelas que não estavam, temporariamente, enfrentando tais problemas, dando-lhes um reforço na manutenção da cultura timbira.
É possível distinguir três situações de contato com base na principal atividade econômica regional:
- os que tiveram contato com as fazendas que fazem criação extensiva de gado, que dispensam a contribuição de muitos trabalhadores, ficaram à margem da atividade pecuária e não raro têm sido os mais hostilizados por ocuparem terras necessárias à expansão desses estabelecimentos e por transformarem em alvo o gado que ocupou suas áreas de caça. Mas, por outro lado, são os que mais guardaram do modo de vida tradicional. Sem trabalho que lhes produza um rendimento monetário que lhes permita comprar artigos industrializados, tentam consegui-los por meio das longas viagens às grandes cidades. É o caso dos Apanyekrá, Krahó, Pukobyê e Krinkati;
- aqueles que, habitando a floresta, se viram diante de uma frente extrativa de um produto de alto valor comercial, ao inserirem-se nesta atividade, modificaram rapidamente sua cultura. É o caso dos Parkatêjê, que, estabelecendo contato pacífico com os brancos, coletores de castanha-do-pará, somente por volta de 1955, têm hoje sua cultura indígena muito mais modificada do que os Timbira que estão há quase dois séculos em contato com as fazendas de gado;
- aqueles que puderam participar da extração de um produto de valor comercial mediano, garantindo-lhes um suprimento de artigos industrializados não muito grande, mas constante, mantiveram boa parte de suas tradições, mas não tanto como os que estão ao lado da atividade pecuária. É o caso dos Apinayé, que extraem o coco babaçu, embora os Timbira das vizinhanças do rio Gurupi que participam da extração do óleo da copaíba estejam numa situação diferente, e pouco conhecida.

Obviamente, esse é um modo de ver pautado nas perspectivas etnológicas de meados do século XX, quando se consideravam as mudanças nas culturas indígenas de acordo com a frente econômica que com elas fazia contato. Hoje é preciso levar em conta outras formas de contato, como as grandes obras de infraestrutura (economia) que, no caso dos Timbira, afetaram direta ou marginalmente sobretudo o noroeste florestal da região em que vivem: a rodovia Belém-Brasília, a ferrovia Serra de Carajás-Itaqui; a hidrelétrica de Tucuruí; as linhas de transmissão de energia; as grandes empresas agro-pecuárias.

## Dispersão e coalescência dos povos Timbira
Já se disse da distinção entre os Timbiras Orientais e Ocidentais. Curt Nimuendajú, com base em diferenças dialetais, que correspondem também a uma distribuição geográfica, classificou os primeiros em dois conjuntos, um ao norte e outro ao sul.
Os Timbira Orientais do norte são aqueles que viviam nos cursos inferiores dos rios Mearim e Pindaré, no Maranhão. No Mearim, eram os Krenyê de Bacabal (núcleo urbano junto ao qual estavam), os Kukoikateyê e, possivelmente, os "Pobzé". Quanto aos do baixo Pindaré, as fontes não lhes deixaram os nomes. Os Krenyê de Bacabal e os "Pobzé" começaram a apresentar-se pacificamente diante dos moradores dessa localidade em meados do século XIX, de modo que o governo criou a colônia de Leopoldina (no médio Grajaú) para eles e para os Kukoikakateyê. Aí, em 1855, foram afligidos por uma febre epidêmica, que matou muitos e fez outros fugirem. Em 1862 ainda havia em Leopoldina 336 Timbira do Mearim, dos quais 87 eram Krenyê, 158 eram Kukoikateyê e 91 eram "Pobzé". Em 1919, os Krenyê moravam em Cajueiro, em número de 43, enquanto os Kukoikateyê, em número de 30, moravam no local chamado Santo Antônio. Quando o etnólogo Curt Nimuendaju escrevia seu livro The Eastern Timbira, publicado em 1946, os Krenyê e os Kukoikateyê ainda moravam em localidades próximas, na floresta, a certa distância da margem direita do baixo Grajaú; quanto aos "Pobzé", ele os dava por extintos. Destes três povos, há, atualmente, apenas representantes dos Kukoikateyê, que vivem na Terra Indígena Geralda/Toco Preto, cortada pelo rio Grajaú, no município de mesmo nome, junto com índios Guajajara. Os dados sobre a população dessa terra indígena dão 72 habitantes para o ano de 1990, sem distinguir uma etnia da outra.
Por sua vez, os grupos timbiras do baixo Pindaré, a partir de meados do século XIX, começaram a migrar para oeste. Em 1862 havia de 100 a 150 desses migrantes no rio Gurupi, que separa o Maranhão do Pará. Explorados por um civilizado, afastaram-se deste rio, mas a ele retornaram em 1889, reincidindo na situação de viver sob a influência de um outro civilizado. Em 1900, receberam mais migrantes timbira do Pindaré, que tinham sobrevivido a um ataque dos Guajajára ajudados por seringueiros. Sofreram um ataque dos Kaapór em 1903, depois um surto de sarampo, até se fixarem no Araparitíua, um afluente da margem paraense do rio Gurupi. Curt Nimuendajú aí os visitou em 1914-1915, contando 41 indivíduos. Ainda chegou a ver restos das máscaras que haviam usado num rito realizado antes de sua visita, no qual também fizeram corridas de toras. Entretanto, tinham abandonado o cultivo da terra para dedicarem-se à extração do óleo de copaíba, trabalhar para seringueiros ou prestar serviços de remadores. Em 1919, eram 43. Esses Timbira do Araparitíua, como Nimuendajú os denominou, foram transferidos posteriormente para Posto Felipe Camarão, junto à foz do rio Jararaca, afluente da margem maranhense do mesmo Gurupi, mais ao norte, destinado aos índios Tembé, ficando reduzidos a uns poucos sobreviventes.
O conjunto dos Timbira Orientais do sul, inclui os Krenyê do Cajuapara, os Krinkati, os Pukobyê, os Gaviões Ocidentais, os Krepumkateyê, os Krorekamekrá, os Põrekamekrá, que no início do século XIX ficavam entre o Mearim e o Tocantins, e os Krahó, Kenkateyê, Apanyekrá, Canela e Txokamekrá, que na mesma época ficavam entre o Mearim e o Itapicuru.
Os Krenyê do Cajuapara viviam anteriormente na faixa entre o Mearim e o Tocantins; em meados do século XIX, tinham duas aldeias próximo à colônia militar Santa Tereza, hoje Imperatriz (Maranhão), com uma população acima de duzentas pessoas, e entre eles atuava um missionário carmelita. Em 1872, já estavam nas cabeceiras do rio Cajuapara, um formador maranhense do Gurupi, numa aldeia de 400 a 500 habitantes. Contavam que tinham emigrado das vizinhanças de Imperatriz porque, na ausência dos homens, sua aldeia fora atacada por moradores do sertão, que raptaram muitas crianças indígenas. Em represália, eles queimaram uma fazenda vizinha, matando sete pessoas, e daí saíram, temendo a vingança dos sertanejos. Nimuendajú visitou-os no Cajuapara em 1914-1915, onde tinham uma aldeia de cerca de cem habitantes. Em 1919, a população tinha caído para 65. Pouco depois, o Serviço de Proteção ao Índio os transferiu mais para o norte, para o Posto Felipe Camarão, na foz do rio Jararaca, um outro afluente da margem maranhense do rio Gurupi. Reduziram-se, então, a uns poucos sobreviventes.
Por conseguinte, tanto os Krenyê de Cajuapara (oriundos do médio Tocantins) quanto os Timbira do Araparitíua (oriundos do baixo Pindaré) convergiram para o mesmo local, o Posto Felipe Camarão. Darcy Ribeiro, que subiu o rio Gurupi nos anos 1949-1950, dá notícia, nos seus Diários Índios (1996, pp. 84–85, 87, 93, 166-168, 196-200) da presença desses Timbira, sem mais distinguir suas diferentes origens. Eram, ao todo, 23 indivíduos, que moravam no Posto Felipe Camarão, na aldeia de Sordado (ao que parece, de uma só casa) acima desse posto, e, mais abaixo, no Posto Pedro Dantas, o local onde se fez o primeiro contato com os Kaapor. Alguns eram casados com não-Timbira, índios ou não. Ribeiro reuniu todos num mesma esquema genealógico, e colheu de seu líder a terminologia de parentesco e alguns mitos (um deles, o dos gêmeos, dos Tembé). Esse líder, que sabia falar as línguas portuguesa, tembé e kaapor, e era o que mais conhecia a língua timbira, não tinha muita segurança na pronúncia das palavras desta última. Em suma, os índios atualmente conhecidos como Krenyê, que vivem na Terra Indígena do Alto Guamá, no município paraense de Paragominas, descendem dos Timbira do Gurupi que Darcy Ribeiro conheceu. Dados relativos ao ano de 1990 indicam uma população de 813 indivíduos para essa terra indígena, habitada por Tembé, Kaapor, Guajá, Munduruku e Krenyê, mas não especificam os números por etnia.
Os Põrekamekrá, no início do século XIX, tinham duas aldeias entre o alto Grajaú e o rio Farinha, um pequeno afluente do rio Tocantins ao norte de Carolina (Maranhão). Uma delas fez a paz com os brancos e compareceu a Carolina (então São Pedro de Alcântara), conduzida por seu chefe "Cocrît", trazendo galhos verdes em sinal de paz. Meses mais tarde, a aldeia transferiu-se para perto desta vila, mas seu chefe foi aprisionado e seus seguidores sofreram nas mãos dos brancos tantos abusos que parte deles se refugiou junto aos Krahó (migrados da bacia do rio Balsas, afluente do rio Parnaíba, para o rio Farinha). A outra aldeia foi assaltada por um expedição de São Pedro de Alcântara, ajudada pelos Krahó. Os assediados, persuadidos por falsas promessas transmitidas pelo referido chefe "Cocrît", apresentaram-se diante da expedição em número de 364, sendo ali mesmo atacados, uns mortos, outros aprisionados, enquanto alguns fugiam. Dos 164 aprisionados, 130 foram embarcados para serem vendidos no Pará. Junto com esta segunda aldeia dos Põrekamekhrá foram atacados também os Põkateyê. Retirando-se os segmentos finais dos dois nomes, kamekrá e kateyê, comuns nos etnônimos timbira, e considerando-se o re como diminutivo, os dois nomes são constituídos por põ. Mas Curt Nimuendajú lhes dá traduções diferentes: enquanto põre, do primeiro etnônimo, seria o nome da coruja caburé, põ, do segundo, significaria campo (cerrado). De qualquer modo, faltam outras informações sobre os Põkateyê.
Os Krorekamekrá (krore = caititu) também viviam na região de Carolina e eram inimigos dos Krahó. Curt Nimuendajú ainda viu uns poucos descendentes deles na aldeia dos Canelas.
Os Krepumkateyê (Krepum = nome próprio de um lago; seria referência a um lugar onde as emas poem, pum, ovos, kre) viviam próximo ao local anteriormente ocupado pelos "Caracategé", no rio Grajaú, sendo provavelmente descendentes deles. Ajudaram a perseguir os Guajajara após o episódio de Alto Alegre, em que morreram missionários capuchinhos, em 1901. Em 1919, Nimuendajú os encontrou em decadência, sem terra e na dependência de um fazendeiro. Esse etnólogo conjectura que os poucos Karenkateyê (karen = lodo) que encontrou na aldeia dos Canelas poderiam ser "Caracategé", com base na semelhança dos nomes e na posição, segundo a rosa dos ventos, que eles ocupavam na praça central da aldeia. Faz, com menos convicção, uma suposição alternativa: a de que seriam "Canacategé", que moravam no rio Farinha, afluente do Tocantins. Estes, no começo do século XIX, apesar de pedirem paz, foram atacados por uma expedição de Carolina apoiada pelos Krahó, sendo parte escravizados para serem vendidos no Pará e os outros dispersados.
Por conseguinte, todos os Timbiras da faixa entre o Mearim e o Tocantins daí se deslocaram ou foram dispersos ou aniquilados, com exceção dos Pukobyê e dos Krinkati. Mesmo esses dois se viram em dificuldades. É bastante provável que os Gaviões do Oeste, que habitam a floresta junto ao rio Tocantins, no Pará, seriam uma facção dos Pukobyê que deles se separou no século passado, recusando-se ao contato com os colonizadores. Os Krinkati, por sua vez, viram-se de tal modo reduzidos em sua terras, que chegaram a dispersar no início do século XX, e durante alguns anos não tiveram aldeias; entretanto, conseguiram novamente erigi-las.
Dos Timbira que ficavam a leste do Mearim, os Krahó foram os que sofreram maior deslocamento. No início do século XIX viviam próximo ao rio Balsas, afluente do Parnaíba. Afastados daí pelo avanço da frente pecuarista, deslocaram-se para junto do rio Farinha, um afluente do Tocantins, onde, cooptados por fazendeiros e por um comerciante que tinha base em Carolina, ajudaram-nos a combater os Timbira da faixa entre o Mearim e o Tocantins. Em meados do mesmo século, foram transferidos mais para o sul por um missionário capuchinho para terras hoje no Estado do Tocantins.
Dois povos Timbira da faixa entre o Mearim e o Itapicuru desapareceram como grupos autônomos. Um deles foram os Txokamekrá (txó = raposa), também conhecidos como Mateiros, que viviam entre a margem direita do Mearim e a esquerda do rio Itapicuru, de Caxias (Maranhão) para o sul, nucleados ao longo do rio das Flores, afluente do primeiro. Sofreram uma derrota para os brancos no fim do século XVIII. Foram surpreendidos por uma outra expedição em 1815. Refugiaram-se no alto de uma serra. Os que daí desceram desarmados, enganados por propostas de paz, aliança contra seus inimigos e promessas de ferramentas, foram aprisionados e vendidos em leilão na praça de Caxias. Em 1818, revidaram, aceitando os presentes de uma expedição, mas depois matando os expedicionários que desciam com eles para Caxias, a fim de estabelecer um acordo. Em 1847, ainda se registrava a existência de duas aldeias suas. Passaram por uma epidemia em 1855. Inimigos dos Ramkokamekrá, que chegaram a ajudar os brancos contra eles, acabaram por fundir-se com eles ainda no século XIX. Doenças os levaram a separar-se deles. Porém, cada vez mais acossados pelos sertanejos, voltaram a se juntar aos Ramkokamekhrá por volta do início do século XX. Nimuendaju, que pesquisou entre estes últimos em 1929-1936, foi aí adotado por uma família Txokamekrá. O mesmo aconteceu com etnólogo William Crocker, que iniciou suas pesquisas com os Canela nos anos 1950.
Também desapareceram os Kenkateyê em 1913, num massacre traiçoeiro promovido por um fazendeiro. Viviam nas cabeceiras do Alpercatas, afluente do Itapicuru. Os poucos que escaparam ao massacre procuraram refúgio sobretudo entre os povos que parecem ter-lhes dado origem, em meados do século XIX: os Apanyekrá e os Krahó.
Desta faixa, portanto, restaram os Krahó, os Canelas e os Apanyekrá, em cujas aldeias foram abrigados descendentes de outros Timbira que se dispersaram.

## A cultura timbira
A cultura de cada povo timbira atual é tema de seus respectivos verbetes. Aqui se apontará simplesmente aquilo que têm em comum. As semelhanças começam pela própria aparência que dão ao corpo. O corte de cabelo é o mesmo para ambos os sexos, longos, com um sulco em torno da cabeça à altura da franja, interrompido, menos para os Apinayé, na parte posterior. Os homens trazem grandes botoques auriculares; os Gaviões do Oeste furavam também o lábio inferior. As jovens, sem filhos, tinham um cinto de vários cordéis de tucum. Entre a maneira de se apresentar do período pré-contato e as tendências atuais de cada vez mais adotarem o vestuário dos civilizados, os Timbira do cerrado mantiveram uma indumentária feita com artigos dos civilizados, mas com características próprias: os homens escondiam o sexo com um retângulo de tecido preso a um cinto de couro ou um cordel; às vezes, ao viajar, faziam a tanga com a parte superior das calças, que eram amarradas às cintura com as pernas; vestiam-nas normalmente só quando se aproximavam de locais habitados por civilizados. As mulheres se cobriam da cintura aos joelhos com uma peça de pano, que tinham o cuidado de embainhar com agulha e linha; no pescoço, várias voltas (podiam chegar a trinta) de miçangas, guarnecidas com um feixe de medalhas católicas (chamadas de "verônicas"). Esses vestuário era usado sem prejuízo da pintura de corpo.
Também assemelham-se na cultura material. Usam cabaças como recipientes para água e alimentos, em lugar de cerâmica. Dormem em estrados forrados com esteiras, em lugar de redes de dormir. Fazem uma profusão de artefatos feitos de palha trançada: cestos, esteiras, faixas. Assam bolos de mandioca e carne, envolvidos em folhas de bananeira brava, sob pedras previamente aquecidas. Água ou caldos também podem ser posto a ferver quando colocados em cabaças ou capembas, mergulhando-se, no líquido, pedras aquecidas. Hoje, o uso de pedras aquecidas é mais frequente no preparo de bolos para os ritos; para a alimentação cotidiana se usam panelas de ferro. Não há vestígios de como seriam as casas antes do contato com os brancos. As de hoje, de origem sertaneja, são retangulares, com teto de duas águas coberto de folhas de palmeira. As paredes, de troncos verticais entremeados com palha, tendem casa vez mais a serem substituídas por barrote. Geralmente faltam as divisões internas da casa sertaneja, assim como as janelas.
Nas aldeias timbira, as casas se dispõem uma ao lado da outra, ao longo de um largo caminho, de modo a formar um grande círculo. De cada casa sai um caminho, mais estreito, em direção ao centro, onde está o pátio. Este, ao contrário do que acontece com aldeias de outros povos jê, não tem casa-dos-homens ou qualquer outra construção. Isso não impede os rapazes de dormirem nele ao relento quando não chove. O pátio é o local das reuniões masculinas, ao amanhecer e ao anoitecer. Nele as mulheres cantam dispostas em fila, ombro a ombro, conduzidas por um cantor que agita o maracá.
O casamento, monogâmico, implica na transferência do marido para casa onde vive a mulher. A união se torna estável depois do nascimento do primeiro filho. Mas há ampla liberdade sexual para solteiros e casados. Casas contíguas oriundas do desdobramento de uma casa anterior são, por força da regra de residência pós-marital, relacionadas entre si por linha feminina e formam uma unidade social. As pessoas nascidas num mesmo segmento de casas desse tipo não casam entre si. Tais segmentos são, pois, exogâmicos.
Dentro do espaço da aldeia, as direções têm significado. É preciso estar atento para oposições como centro/periferia, leste/oeste, alto/baixo e outras para se chegar a ter algum entendimento dos vários ritos que aí se realizam. Há ritos relacionados ao ciclo de vida dos indivíduos, os relativos ao ciclo anual e ainda os associados a um ciclo mais longo, de iniciação.
Desses ritos, fazem parte as corridas de revezamento, em que cada uma das duas equipes que as disputam carrega uma seção de tronco de buriti (ou de outro vegetal). O formato das toras (longas ou curtas, maciças ou ocas, cavadas ou com cabos), seu tamanho e seus ornamentos variam conforme o rito em realização.
Para essas disputas, mas não somente para elas, cada povo timbira se divide em duas partes, ditas metades. O mesmo povo pode dividir-se em distintos pares de metades, cada qual com seu critério de afiliação: nome pessoal, faixa de idade, livre escolha, mas, ao que parece, em nenhum caso descendência unilinear.
O nome pessoal, além de critério importante para afiliação a metades, também está associado a certos papéis rituais, que são herdados com ele. O nome masculino é transmitido por parentes de uma categoria que inclui o tio materno, o avô materno e o avô paterno entre outros; o nome feminino, pela categoria de parentas que inclui a tia paterna, a avó paterna e a avó materna, entre outras.
Essa identificação pelo nome, de caráter mais ritual, se contrapõe a uma outra que associa parentes geralmente integrantes da mesma família elementar. Trata-se das evitações alimentares, sexuais ou de outros tipos de comportamento que devem ser respeitadas quando um filho ou filha, pai ou mãe, irmão ou irmã de um indivíduo passam por um período de crise, como os primeiros dias de vida, uma enfermidade, a picada de um animal peçonhento, baseadas na crença de que o que afeta a um também afetará o outro. Esses laços costumam ser chamados "de substância" nos livros de etnologia.
Os termos de parentesco classificam filhos dos tios de sexos opostos aos dos pais com parentes de outras gerações. A aplicação dos termos aos parentes distantes pode afastar-se do padrão quando envolve portadores do mesmo nome pessoal, parentes para com os quais se mudou de atitude, amigos formais. Quanto a esses últimos, vale esclarecer que podem ser de dois tipos: aqueles unidos por uma amizade mais espontânea, que os faz iguais, como se fossem irmãos; e os ligados por um laço mais rígido, marcado simultaneamente por uma solidariedade exagerada e pela evitação, que os faz como contrários.
Seus grupos locais se relacionam pela chefia honorária, constituída pela aclamação de um morador de uma aldeia pelos de outra, da mesma ou de outra etnia, estabelecendo uma relação de paz e amizade, e proporcionando hospedagem de uns na aldeia dos outros.
Seus mitos, que estão referidos nos verbetes específicos de cada etnia timbira, são, na grande maioria, os mesmos, com pequenas variações: Sol e Lua e a criação dos seres humanos, do trabalho, da morte, da menstruação, dos animais importunos e peçonhentos; a Mulher-Estrela, que ensina o uso dos vegetais cultiváveis; a luta contra o grande gavião e a grande coruja e a origem do rito de iniciação Pembyê; a assunção de um homem aos céus pelos urubus, de onde traz o conhecimento do xamanismo e do rito de iniciação Pembkahëk; o conhecimento do uso do fogo, que foi tomado das onças; a transformação de alguns seres humanos em monstros, como o Perna-de-Lança; o surgimento do homem branco pela exclusão de um membro anômalo do seio da sociedade indígena. É constante, pois, nessa mitologia, a passagem de conhecimentos de fora para dentro da sociedade e de certos seres no sentido contrário. Além dos mitos, os diferentes povos timbiras fazem narrativas de caráter mais histórico, geralmente episódios de conflito e guerra.

## Aspectos atuais
No passado, a instituição da chefia honorária era o único elo formal que podia relacionar povos timbiras, ou melhor, ligar, duas a duas, aldeias do mesmo povo, ou de dois povos timbiras, ou ainda a de um povo timbira com a de um não timbira. Em tempos recentes, os Gaviões do Oeste têm mostrado interesse em conhecer os outros povos Timbiras, visitando-os, como ilustra o vídeo Eu já fui seu irmão, de Vincent Carelli. O empenho dos diferentes povos timbiras em defender seus interesses comuns conduziram à criação, em 1994, da Associação Vy'ty Cati, com sede em Carolina (Maranhão).

## Influência na cultura brasileira
- O conhecido poema "Os Timbiras", de Antônio Gonçalves Dias, não pode servir como uma introdução à cultura dos povos assim denominados. O poeta, que nasceu na então vila de Caxias (Maranhão), em 1823, ao norte das terras desses povos, que tinham acabado de ser conquistados, não chegou a tê-los na sua experiência cotidiana, pois deixou a região muito moço. Por isso, atribuiu aos Timbiras, costumes dos Tupis do litoral do Brasil, sobre os quais lera nos livros dos viajantes, combinados com projeções de normas, sentimentos e aspirações próprias do meio urbano em que ele próprio viveu. Até os nomes dos seus personagens são inspirados na língua tupi.
- Um submarino da Marinha do Brasil foi nomeado S Timbira (S-32), em homenagem à nação indígena.